# شمس‌العماره (مجموعه تلویزیونی)
شمس‌العماره نام یک مجموعه تلویزیونی به کارگردانی سامان مقدم است. پخش این سریال از سوم مرداد سال ۱۳۸۸ از شبکه دو شروع شده بود.

## بازیگران
- هانیه توسلی در نقش لیلا
- مسعود رایگان در نقش هرمز
- رؤیا تیموریان در نقش پری
- مرجانه گلچین در نقش زیور
- مهرانه مهین‌ترابی در نقش شمسی
- فرهاد آئیش در نقش رحمت
- ندا مقصودی در نقش شریفه
- ملیکا شریفی‌نیا در نقش دریا
- امیرحسین رستمی در نقش شکور
- ارژنگ امیرفضلی در نقش همسایه
- مهوش وقاری در نقش بدری
- محسن قاضی مرادی در نقش عزیز
- نیما بانک در نقش پزشک پور
- کمند امیرسلیمانی همسر سابق پزشک پور
- کامران تفتی در نقش بهروز

## خلاصه داستان
لیلا (هانیه توسلی) دختری است لجباز و استقلال گرا که قصد ادامه تحصیل در خارج از کشور را دارد، در هنگام جشن عروسی شکور (امیرحسین رستمی)، پدر لیلا در اثر خوردن شیرینی (بیماری دیابت) فوت می‌کند، او پیش از این وصیتنامه‌ای را به همراه خواهر خود شمسی (مهرانه مهین ترابی) تنظیم می‌کند که طبق آن اگر لیلا با خواستگار مورد نظر ایشان در میان ۱۲ نفر ازدواج کند، تمام شمس‌العماره به او می‌رسد. لیلا از اینکه این یک نفر شخص «نشان شده» کدام است بی‌خبر است و با این داستان پای خواستگارهای مختلف به خانه باز می‌شود.

## جوایز و نامزدها
| ۱۳۹٠ | دوازدهمین جشن حافظ |                                 |               |          |
| ۱۳۹٠ | دوازدهمین جشن حافظ | بهترین بازیگر زن کمدی تلویزیونی | رویا تیموریان | نامزدشده |
| ۱۳۹٠ | دوازدهمین جشن حافظ | بهترین بازیگر زن کمدی تلویزیونی | مرجانه گلچین  | نامزدشده |